# Ministerio de Justicia y Transparencia Institucional (Bolivia)
El Ministerio de Justicia y Transparencia Institucional (MJyTI) es un ministerio de Bolivia encargado del sector justicia. La actual ministra es la abogada Jessica Paola Saravia Atristaín.
Cuenta con cinco viceministerios: Justicia y Derechos Fundamentales; Justicia Indígena Originario Campesina; Igualdad de Oportunidades; Defensa de los Derechos del Usuario y del Consumidor; y Transparencia Institucional y Lucha contra la Corrupción.

## Lista de Ministros de Justicia de Bolivia
Creado en 2006, el Ministerio de Justicia y Transparencia Institucional tuvo los siguientes ministros de estado:
| Ministros de Justicia              | Posesionado por el Presidente de Bolivia | Periodo como Ministro o Ministra | Periodo como Ministro o Ministra | Tiempo de Duración en el Cargo Ministerial | Decreto Presidencial de Designación |
| Ministros de Justicia              | Posesionado por el Presidente de Bolivia | INICIO                           | FINAL                            | Tiempo de Duración en el Cargo Ministerial | Decreto Presidencial de Designación |
| ---------------------------------- | ---------------------------------------- | -------------------------------- | -------------------------------- | ------------------------------------------ | ----------------------------------- |
| DÉCADA DE 2000 (Años 2000s)        |                                          |                                  |                                  |                                            |                                     |
| Casimira Rodríguez Romero (1966-)  | Evo Morales Ayma                         | 23 de enero de 2006              | 23 de enero de 2007              | 1 año                                      |                                     |
| Celima Torrico Rojas (1968-)       | Evo Morales Ayma                         | 23 de enero de 2007              | 23 de enero de 2010              | 3 años                                     |                                     |
| DÉCADA DE 2010 (Años 10s)          |                                          |                                  |                                  |                                            |                                     |
| Nilda Copa Condori (1977-)         | Evo Morales Ayma                         | 23 de enero de 2010              | 23 de enero de 2012              | 2 años                                     |                                     |
| Cecilia Ayllón Quinteros (1959-)   | Evo Morales Ayma                         | 23 de enero de 2012              | 23 de enero de 2014              | 2 años                                     |                                     |
| Elizabeth Sandra Gutiérrez (1973-) | Evo Morales Ayma                         | 23 de enero de 2014              | 23 de enero de 2015              | 1 año                                      |                                     |
| Virginia Velasco Condori (1980-)   | Evo Morales Ayma                         | 23 de enero de 2015              | 23 de enero de 2017              | 2 años                                     |                                     |
| Héctor Arce Zaconeta (1971-)       | Evo Morales Ayma                         | 23 de enero de 2017              | 10 de noviembre de 2019          | 2 años, 9 meses y 18 días                  |                                     |
| Álvaro Coimbra Cornejo (1981-)     | Jeanine Áñez Chávez                      | 13 de noviembre de 2019          | 8 de noviembre de 2020           | 11 meses y 25 días                         |                                     |
| DÉCADA DE 2020 (Años 20s)          |                                          |                                  |                                  |                                            |                                     |
| Iván Lima Magne (1974-)            | Luis Arce Catacora                       | 9 de noviembre de 2020           | 26 de septiembre de 2024         | 3 años, 10 meses y 17 días                 | Decreto 4389                        |
| César Siles Bazán (1974-)          | Luis Arce Catacora                       | 26 de septiembre de 2024         | 16 de junio de 2025              | 8 meses y 20 días                          | Decreto 5233                        |
| Jessica Saravia Atristaín (1975-)  | Luis Arce Catacora                       | 16 de junio de 2025              | Presente                         | 1 día                                      | Decreto 5233                        |

### Ministros de justicia

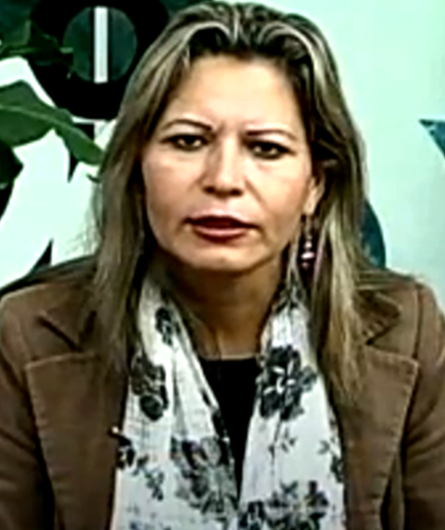
Elizabeth Sandra Gutiérrez (1973-) (23/1/2014 - 23/1/2015)
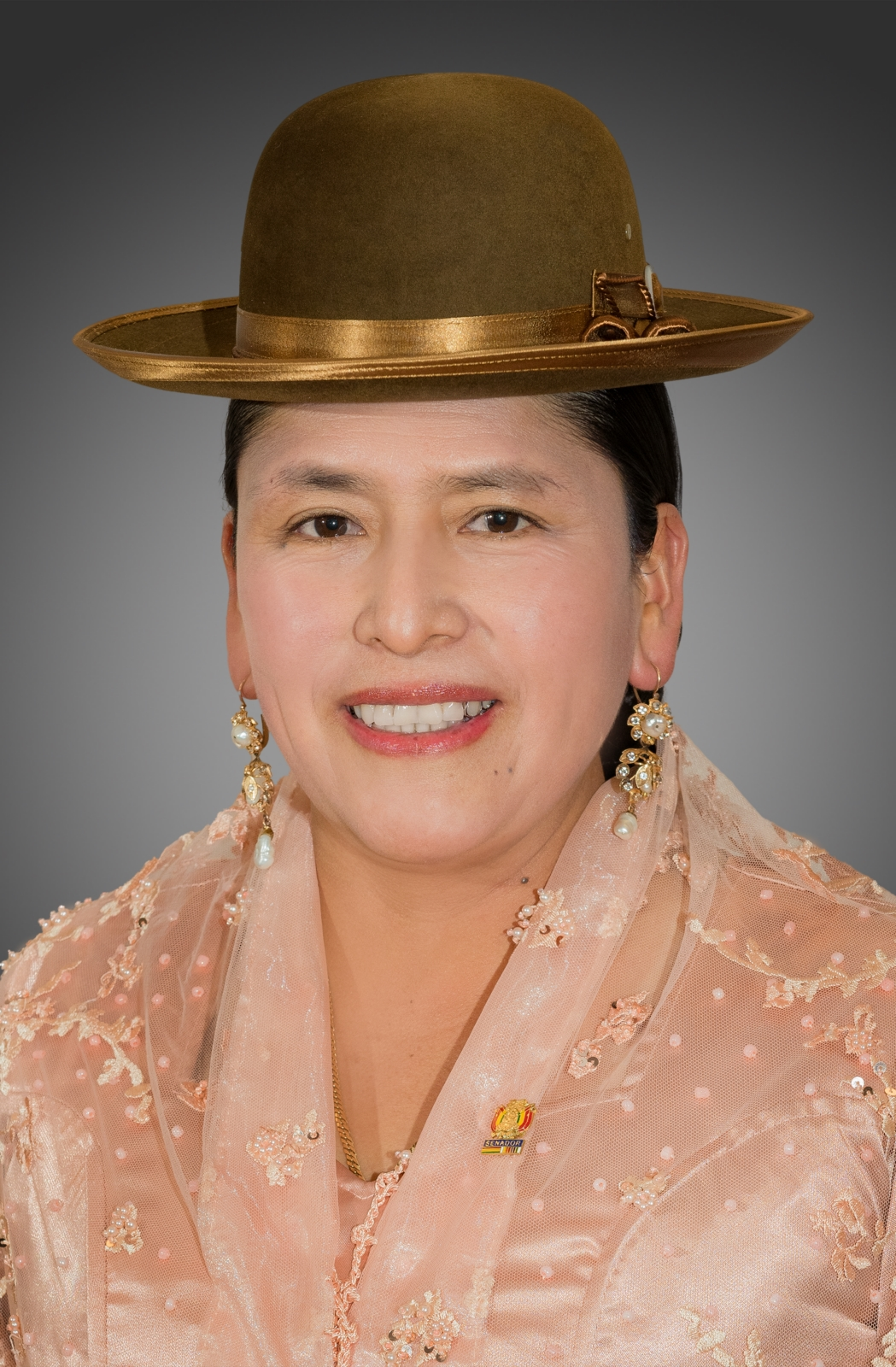
Virginia Velasco Condori (1980-) (23/1/2015 - 23/1/2017)
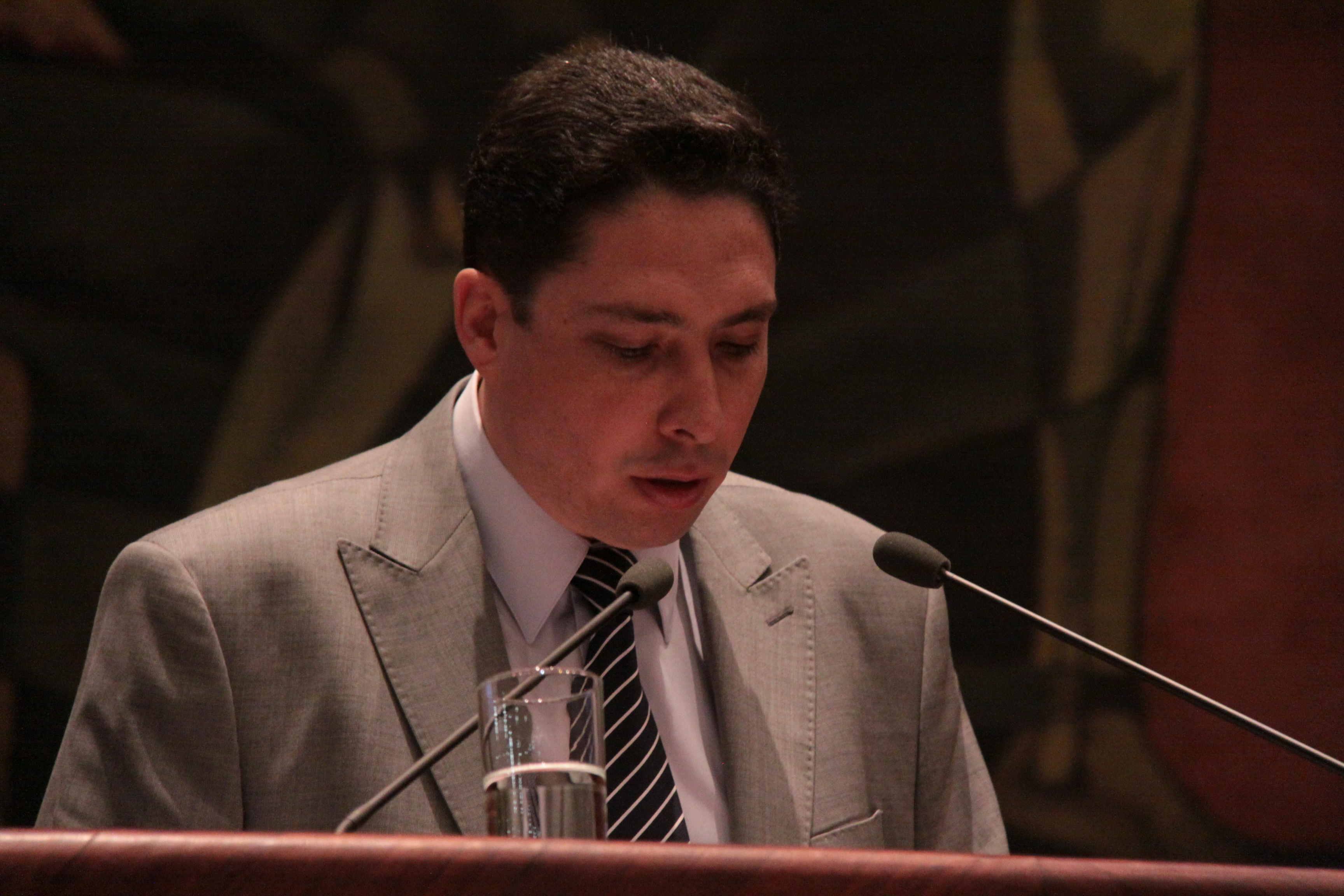
Héctor Arce Zaconeta (1971-) (23/1/2017 - 10/11/2019)
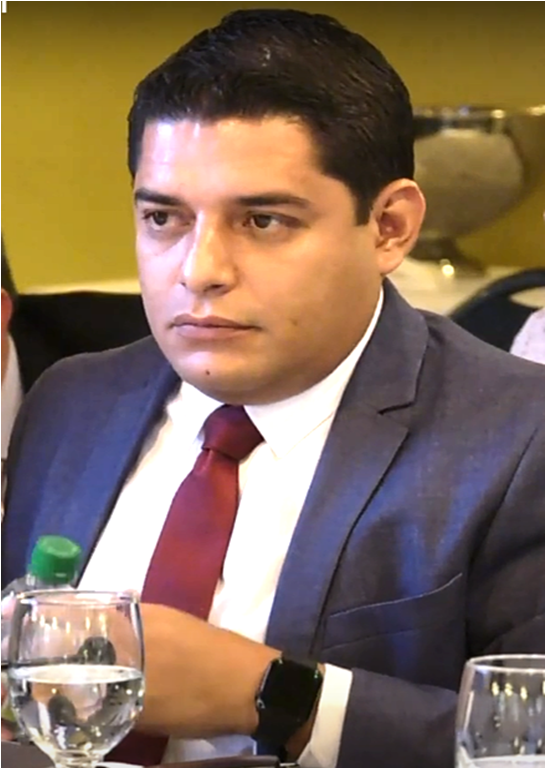
Álvaro Coimbra Cornejo (1981-) (13/11/2019 - 8/11/2020)
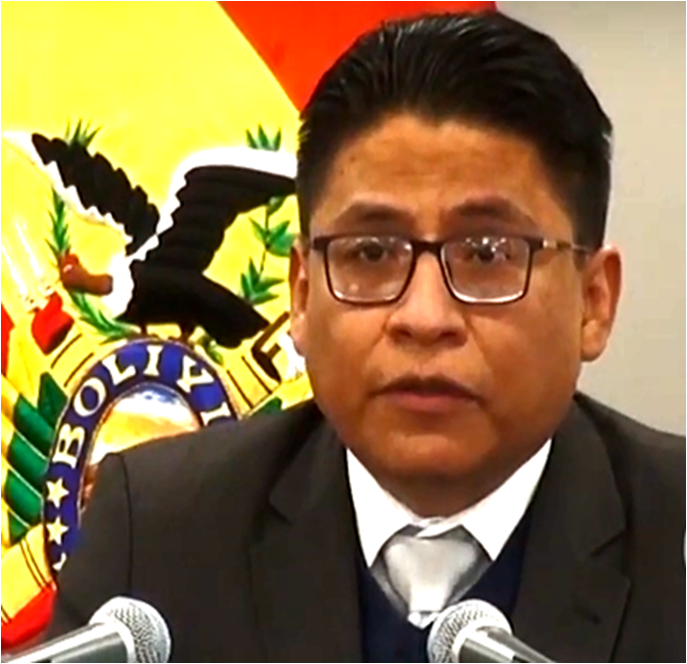
Iván Lima Magne (1974-) (9/11/2020 - 26/9/2024)
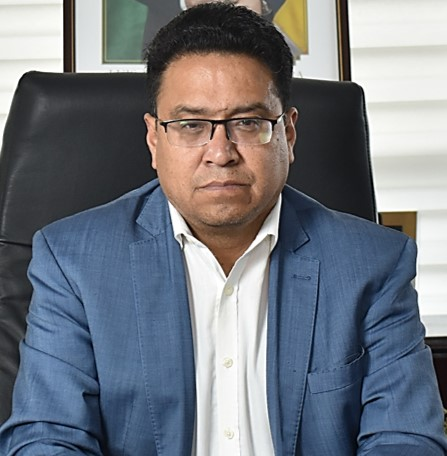
César Siles Bazán (1974-) (26/9/2024 - 16/6/2025)